# Беспокойный (эсминец, 1990)
«Беспоко́йный» — 15-й эскадренный миноносец проекта 956 «Сарыч» (код НАТО — «Sovremenny class destroyer»).
13 мая 2018 года был установлен на вечную стоянку в порту Кронштадта, как корабль-музей. Организовано экскурсионное посещение.

## История строительства
Корабль заложен на заводе № 190 имени А. А. Жданова 8 апреля 1987 года (строительный № 875), спущен на воду 9 июня 1990 года, вступил в состав флота 11 февраля 1992 года, 29 февраля на корабле был поднят Андреевский флаг (ещё до общего поднятия в ВМФ России). На период строительства был включён в состав 13-й бригады строящихся и ремонтирующихся кораблей (13 брстремк) Ленинградской военно-морской базы, на период испытаний включён в состав 76-й бригады ракетных кораблей 12-й дивизии ракетных кораблей с базированием на военно-морскую базу Лиепая.

## Служба
Первоначально предполагалось, что эсминец «Беспокойный» войдёт в состав 193-й бригады противолодочных кораблей Тихоокеанского флота, но директивой Главнокомандующего ВМФ № 729/11-0086 от 29 января 1992 года корабль был передан на Черноморский флот. 13 августа на корабле случилось возгорание в сауне, в результате погиб один человек, выгорели ВЧ-блоки РЛС «Фрегат», некоторые служебные и жилые помещения. На следующий день на корабле покончил с собой матрос. После проведения ремонта 24 августа 1992 года корабль был передан на Балтийский флот, в состав 128-й бригады надводных кораблей 12-й дивизии надводных кораблей.
В 1994 году эсминец «Беспокойный» в составе КУГ завоевал Приз Главкома ВМФ. С 10 по 20 октября эсминец обеспечивал визит в Санкт-Петербург английской королевы, за что был награждён грамотой Президента России. 23 мая 1995 года на эсминце произошёл инцидент с взрывом патрона в стволе АК-630. В том же году корабль принял участие в учениях «Балтопс-1995». 3 июня 1995 прибыл в Орхус (Дания), 6 июня находился в совместном плавании с американским фрегатом «Тейлор» и датским сторожевым кораблём «Хвидбьернер» в проливе Каттегат. На следующий день работал с германской ПЛ U-26, 8 июня выполнял в море артиллерийскую стрельбу (цель была поражена), работал с условно «аварийной» ПЛ, 9 июня заходил в Гдыню, 20 июня вернулся с учений в базу. По итогам года был признан лучшим кораблём в соединении.
«Беспокойный» был флагманским кораблём во время учения «Балтопс-96». В июле—августе 1996 года в составе КУГ совершил сбор-поход: участвовал в учениях по поддержке десанта и в последовавших за ними учениях ПВО с отражением семи ракет-мишеней. По итогам 1996 года эсминец «Беспокойный» в составе КУГ с эсминцем «Настойчивым» завоевал Приз Главкома ВМФ по артподготовке. 12 июня 1997 года корабль вышел в море на учения «Балтопс-97»; 14 июня он прибыл в Гдыню, где работал с польской ПЛ «Ожел». Участвовал в 30 эпизодах учений, а 20 июня нанёс визит в Киль. По итогам года эсминец занял первое место в ВМФ по артиллерийской и зенитной подготовке. В период с 4 по 24 июля 1998 года «Беспокойный» под флагом командующего Балтийским флотом адмирала В. Г. Егорова нанёс визиты в Плимут (Англия), Зебрюгге (Бельгия), Ден-Хелдер (Голландия). При этом корабль прошёл 3000 морских миль и впервые в истории провёл совместные морские учения с фрегатами Нидерландов и Великобритании. После похода корабль прошёл двухмесячный ремонт на заводе «Янтарь».
С 13 по 18 мая 1999 года эсминец «Беспокойный» совместно с малыми ракетными кораблями «Ливень» и «Пассат» нанёс под флагом адмирала В. Егорова визит в Стокгольм, во время которого отрабатывал спасательные операции со шведскими ВМС. Корабль во время стоянки в Стокгольме посетили 2960 человек, в том числе министр обороны Швеции Бьерн фон Сюдов. Были запланированы также визиты в Данию, Германию, Польшу с дальнейшим участием корабля в учениях «Балтопс-99», но по причине военной операции НАТО против Югославии все мероприятия с участием корабля были отменены. 15 октября 1999 года эскадренный миноносец посетил президент Белоруссии А. Г. Лукашенко; корабль участвовал в учениях ПВО с выполнением ракетных стрельб.
В 2001 году участвовал в учениях «Балтопс-2001», заняв 1 место в стрельбе по воздушной мишени.
В 2002 году участвовал в учениях «Балтопс-2002»
Находится в техническом резерве 2-й категории в Балтийске — главной базе (основном пункте базирования) БФ. Третий по «молодости» эсминец пр. 956 после «Адмирала Ушакова» и «Настойчивого» (23 года) — передан ВМФ 28.12.1991, флаг поднят 29.02.1992. Долгое время наряду с «Настойчивым» был представительским кораблём Балтийского флота, в роли которого регулярно демонстрировал флаг на международных морских учениях на Балтике и в ходе визитов в порты европейских стран.
Весной 2004 г. во время очередного выхода в море эсминец потерял ход и вернулся в базу на буксире. Техническую готовность корабля удалось восстановить силами личного состава, после чего «Беспокойный» выходил в море в 2006 г. и, скорее всего — последний раз, в 2007 г. (в последнем случае — с артиллерийскими стрельбами). По другим данным, последний выход состоялся в 2009 г., однако эти сведения нельзя считать вполне достоверными.
Вскоре «Беспокойный» был окончательно обездвижен — по приказу командира дивизии (12 днк) с него были сняты главные двигатели и переданы на «Настойчивый». Есть предположение, что это было сделано в первой половине 2008 г. для того, чтобы флагманский корабль БФ, у которого вышла из строя ГЭУ, смог совершить запланированный июльский поход по странам Европы. Это событие определило судьбу «Беспокойного» на долгие годы вперёд.
В течение 2012—2013 гг. в СМИ неоднократно затрагивалась тема о скором ВТГ и даже модернизации корабля, причём в некоторых публикациях о начале работ говорилось, как о свершившемся факте: «Ремонт проводится по всем направлениям, начиная от штурманского и электромеханического оборудования и заканчивая ракетно-артиллерийским вооружением и средствами связи… Надеемся, что уже к 2015 году эсминец „Беспокойный“ будет отвечать самым современным требованиям, предъявляемым к боевым кораблям Военно-Морского Флота».
В настоящее время «Беспокойный» исполняет обязанности стационарного учебного корабля, подготавливая кадры для других, более современных и удачливых кораблей БФ. Проиллюстрировать это можно на примере командира группы радиоэлектронной борьбы эсминца, которого время от времени прикомандировывают для повышения квалификации на какой-либо ходовой корабль (в частности, на корвет «Бойкий»). На «Беспокойном» же его основные обязанности заключаются в руководстве процессом подготовки личного состава для корабельных служб РЭБ Балтийского флота.

## Корабль-музей
В сентябре 2016 года корабль поставлен в док Прибалтийского ССЗ «Янтарь» для конвертации. Корпус корабля загерметизируют, чтобы он мог находиться на плаву без обслуживания постоянным экипажем. 28 сентября, в пресс-службе предприятия, сообщили, что на заводе эсминец «Беспокойный» пробудет около месяца. За это время специалисты завода выполнят полный объём работ по его конвертации. В частности, будут сняты винты и валы, корпус эсминца законсервируют и покрасят..
13 мая 2018 года к месту вечной стоянки с базы Балтийского флота прибыл эсминец «Беспокойный». Он был превращён в экспонат военно-исторического комплекса Западного военного округа, а для воспитанников Санкт-Петербургского регионального отделения «Юнармии» эсминец стал местом учебных экскурсий.

## Командиры
- С августа 1990 года — капитан 2 ранга Курганский Олег Николаевич[2];
- С июня 1993 года — капитан 2 ранга Белоглазов Игорь Валентинович[2];
- С августа 1994 года — капитан 2 ранга Алешин Евгений Иванович[2];
- С сентября 1996 года — капитан 3 ранга Соколов Владимир Николаевич[2];
- С сентября 1999 года — капитан 2 ранга Беликов Владимир Владимирович[2].
- С 2001 года — капитан 1 ранга Ивановский Александр Ефимович[уточнить]
- С 2003 года — капитан 2 ранга Михайлов Олег Борисович[уточнить]
- С июля 2004 года — капитан 1 ранга Хамутовский Владимир Владимирович[9]
- С 2005 года — капитан 1 ранга Тряпичников Владимир Александрович[уточнить]
- С 2008 года — капитан 2 ранга Чобитько Сергей Александрович[уточнить]
- С 2010 года — капитан 2 ранга Семёнов Олег Валерьевич[уточнить]
- С 2016 года — капитан 3 ранга Галанин Вадим Евгеньевич
- С 2020 года — капитан 3 ранга Киселёв Николай Сергеевич

## Бортовые номера
В ходе службы эсминец сменил ряд следующих бортовых номеров:
- 1992 год — № 678;
- 1993 год — № 620.